# Comusia obriumoides
Comusia obriumoides är en skalbaggsart som beskrevs av Thomson 1864. Comusia obriumoides ingår i släktet Comusia och familjen långhorningar.
Artens utbredningsområde är Filippinerna. Inga underarter finns listade i Catalogue of Life.